# Hopedale (Massachusetts)
Pour les articles homonymes, voir Hopedale.
Hopedale est une ville du Comté de Worcester dans l’État du Massachusetts.
Elle a été incorporée en 1886.
Sa population était de 6 017 habitants en 2020.

## Personnalité liées
- Adin Ballou, prédicateur abolitionniste américain
- Ebenezer Sumner Draper, personnalité politique
- Dana Gould, acteur américain
- Joe Perry (musicien) guitariste américain.